# Torre de Dona Chama
Torre de Dona Chama is een plaats (freguesia) in de Portugese gemeente Mirandela en telt 1386 inwoners (2001).